# Le Châtelard (Valais)
Pour les articles homonymes, voir Le Châtelard.
Le Châtelard est un village de Suisse, sur la commune de Finhaut dans le canton du Valais.

## Géographie
Le Châtelard est situé à une altitude de 1 120 mètres, à la frontière franco-suisse, à 23 km de Martigny par le col de la Forclaz et à 19 km de Chamonix-Mont-Blanc par le col des Montets.

## Tourisme
Dans cette localité se trouve l'entrée de Verticalp Emosson (anciennement Parc d'Attractions du Châtelard), composé de trois installations ferroviaires permettant d'accéder depuis 1975 au barrage d'Émosson : le funiculaire du Châtelard mis en service en 1920, le petit train panoramique d'Émosson construit en 1975 et le Minifunic qui remplace depuis 1991 le monorail à crémaillère en service de 1977 à 1988.

## Desserte ferroviaire
Le village du Châtelard dispose de deux gares sur la ligne Martigny-Châtelard : Le Châtelard-Frontière et Le Châtelard VS (anciennement dénommée « Le Châtelard-Usine » ou également « Le Châtelard-Giétroz ») en correspondance avec le funiculaire du Châtelard.